# Tonino Casula
Tonino Casula (Seulo, 24 giugno 1931 – Cagliari, 8 marzo 2023) è stato un artista e scrittore italiano.

## Biografia
Nel 1958 partecipa al Gruppo '58 di Cagliari (di cui fanno parte, tra gli altri, Mauro Staccioli e Gaetano Brundu). Dal 1963, con l'aiuto della psichiatra Nereide Rudas, comincia a interessarsi di percettologia e di psicologia - gestaltica prima e transazionale poi - orientando la sua produzione artistica verso sperimentazioni affini alla Op art di quegli anni. La nascita del suo interesse per le teorie della percezione, rimasto costante nel corso degli anni, è strettamente legata alle operazioni agli occhi a cui si sottopone, tra il '63 e il '64, per risolvere alcuni gravi problemi di vista (ectopia e ambliopia).
All'inizio del 1966 è tra i fondatori e animatori del Gruppo Transazionale di Cagliari, sotto la guida di Corrado Maltese (docente all'Università di Cagliari dal '57 al '69). Da questo periodo, fino ad oggi, sperimenta l'astrazione geometrica nelle "più varie forme percepibili e suscettibili di produrre otticamente indeterminatezza, inganno e ambiguità"(Corrado Maltese). 
Ha partecipato a numerose collettive, tra cui Quadriennali romane e Triennali milanesi. Dal 1966 al 1972 esegue opere murarie a Monastir, Settimo San Pietro, Selargius, Serrenti, Pirri (Scuola elementare E. Toti). Nel 1966 entra a far parte del Centro Di Cultura Democratica e nel '69 del Centro Arti Visive di Cagliari. Nel 1973 è ospite del Rijkscentrum Frans Masereel di Kasterlee (Belgio). Nel 1981 avvia, con Gaetano Brundu, il Centro Internazionale Sperimentazione Arti Visive di Villasimius (CA). 
Nel 1988, dopo aver abbandonato la pittura, realizza le sue prime opere di computer grafica. Nel 1993 elabora al computer le prime animazioni e, negli anni seguenti, le Diafanie (video realizzati con la proiezione alternata su un unico spazio, gestita da due proiettori di diapositive, di immagini elaborate al computer) e i Cortronici 2D, "cortometraggi elettronici bidimensionali" realizzati al computer e orientati verso il cinema astratto, che dal 2005 diventano tridimensionali: i Cortronici 3D, da vedere con occhiali anaglifi rosso ciano o (nel formato "side by side") collegando il computer a un televisore 3D.
Ha collaborato con riviste (Rinascita Sarda) e giornali (Unione Sarda), realizzato programmi radiofonici (per la Rai: Il frullarte, Con la colla e col coltello, Cioè, Bloc notes; per Radio 24 ore: Arte 24), e televisivi (per la Rai: Made in Sardinia, Classidra, L'altro occhio di Polifemo), oltre a documentari e interviste ad artisti e storici dell'arte (tra cui Gaetano Brundu, Aldo Contini, Gillo Dorfles, Maria Lai, Ermanno Leinardi, Angelo Liberati, Costantino Nivola, Rosanna Rossi, Giò Pomodoro, Pinuccio Sciola, Marisa Volpi).
Il 24 aprile 2013 è in Argentina per un incontro (a cura dell'Istituto Italiano di Cultura) con studenti e professori della "Facultad de Artes" UNC di Còrdova. 
Ha pubblicato saggi di divulgazione e didattica (Einaudi 1977-1991)

## Tonino Casula nei musei
- MACC, Calasetta

## Mostre
Mostre personali: 1957: Lione, Galleria Bellecoeur. 1958: Cagliari, Galleria Il Cenacolo. 1962: Cagliari, Galleria Il Capitello. 1963: Firenze: Galleria L'Indiano. 1965: Cagliari, Galleria Il Capitello. 1967: Cagliari, Centro di Cultura Democratica; Cagliari, Centro Arti Visive. 1977: Bologna, Arte Fiera; Roma, Galleria Contini. 1978: Cagliari, Arte Duchamp. 1979: Brescia, Galleria Sincron. 1980: Milano, Libreria Einaudi. 1982: Cagliari, Galleria Comunale. 1983: Cagliari, Arte Duchamp. 1984: Verona, Studio Toni De Rossi. 1988: Cagliari, Arte Duchamp.